# Tere Moral
Tere Moral (Barcelona, 1948) és una dissenyadora gràfica barcelonina.
Neix a Barcelona l'any 1948. Es graduà en Disseny Gràfic a l'Escola EINA de Barcelona l'any 1974. Començà la seva trajectòria al Grup Obert de Disseny on va coincidir amb Carme Vives i Pepa Estrada amb qui compartí estudi fins al 1993. La resta de la seva trajectòria va ser freelance, a més, creà estudi propi al 1975. Els seus treballs i la seva trajectòria es vinculen a l'arquitectura, l'art, la identitat corporativa i esdeveniments culturals.
Ha realitzat pel Col·legi d'Arquitectes de Catalunya, el catàleg de les exposicions «L'arquitectura dels anys cinquanta a Barcelona» (1987), «El nou habitatge» (1992), «Sert i el Mediterráneo» (1977) i pel Museu Nacional d'Art de Catalunya: «L'Agnus Rei» i «El Barroc» de l'any 1966, «Col·lecció Cambó» (1997), «Zurbarán» (1998) i «W. Eugene Smith» (1999).
Va dissenyar els llibres «Sueño de habitar», «Las nuevas poblaciones de la España de la Ilustración» i «La façana gòtica de la Generalitat».
Tere Moral va ser una de les creadores presents a l'exposició Som aquí. Les dones en el disseny 1900-avui, organitzada el 2023 pel Museu del Disseny de Barcelona, que recuperava les dissenyadores pioneres dels anys 1960, 1970 i 1980 a Catalunya.